# Carvin
Carvin je francouzská obec v departementu Pas-de-Calais v regionu Hauts-de-France. V roce 2014 zde žilo 16 889 obyvatel. Je centrem kantonu Carvin.

## Poloha obce
Obec leží u hranic departementu Pas-de-Calais s departementem Nord.
Sousední obce jsou: Annœullin (Nord), Camphin-en-Carembault (Nord), Carnin (Nord), Courrières, Estevelles, Harnes, Libercourt, Courrières, Meurchin, Oignies a Provin (Nord).

## Vývoj počtu obyvatel
Počet obyvatel